# Little Wakering
Little Wakering – wieś w Anglii, w Esseksie, w dystrykcie Rochford, w civil parish Barling Magna. W 1931 roku civil parish liczyła 420 mieszkańców. Little Wakering jest wspomniana w Domesday Book (1086) jako Wachelinga.